# Verein für Geschichte der Arbeiterbewegung

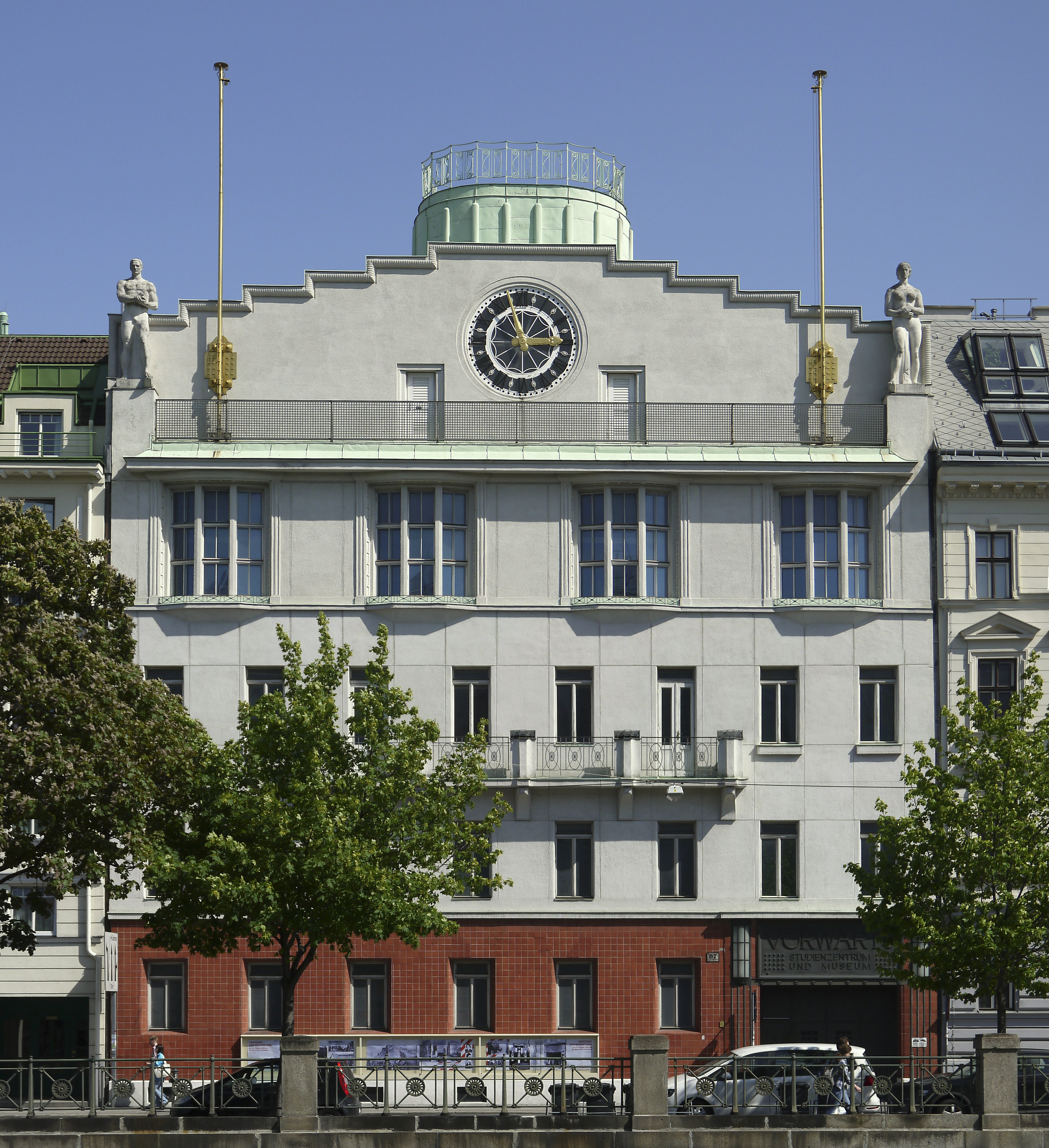
Das Vorwärts-Gebäude, der Sitz des Vereins

Der Verein für Geschichte der ArbeiterInnenbewegung (VGA)  ist ein 1959 gegründeter österreichischer Verein. Er gilt als wissenschaftliche Institution im Umfeld der Gemeinde Wien (Magistratsabteilung 8).
Der Verein sammelt einschlägige historische Quellen, führt Forschungsprojekte durch, gibt wissenschaftliche und volksbildnerische Publikationen heraus und veranstaltet Symposien und Ausstellungen.
Im Vorstand sind der Direktor und eine Mitarbeiterin des Wiener Stadt- und Landesarchivs vertreten. Die Leiterin (derzeit Michaela Maier), eine wissenschaftliche Mitarbeiterin und ein wissenschaftlicher Mitarbeiter des VGA sind Bedienstete des Wiener Stadt- und Landesarchivs:
Die Bibliothek ist hoch spezialisiert und erfasst in zirka 65.000 Bänden das gesamte publizierte Schriftgut der österreichischen Sozialdemokratie und ihres politischen und geistigen Umfelds sowie zahlreiche Nachlässe und andere persönliche Dokumente.
Der Verein für Geschichte der ArbeiterInnenbewegung ist im Vorwärts-Gebäude, dem ehemaligen Sitz des Vorwärts-Verlages, im 5. Wiener Gemeindebezirk Margareten untergebracht.

## Weblink
- Verein für Geschichte der Arbeiterbewegung im Wien Geschichte Wiki der Stadt Wien